# 六波羅探題
六波羅探題（ろくはらたんだい）は、鎌倉幕府の職名の一つ。承久3年（1221年）の承久の乱ののち、幕府がそれまでの京都守護を改組し京都六波羅の北方と南方に設置した出先機関。探題と呼ばれた初見が鎌倉末期であり、それまでは単に六波羅と呼ばれていた。
北方は赤橋家、常盤家、普恩寺家が務め、南方は大仏家、金沢家、佐介家と鎌倉に居所を構える北条氏一門で独占された。

## 概要

### 機能

二条帝が内裏から六波羅へ脱出する場面。『平治物語絵巻』から。

承久の乱の戦後処理として、後鳥羽上皇方に加担した公家・武士などの所領が没収され、御家人に恩賞として再分配された。これらは、それまで幕府の支配下になかった荘園で、幕府の権限が及び難い西国に多くあったが、再分配の結果、これらの荘園にも地頭が置かれることとなった。また、幕府側は朝廷方の動きを常に監視し、これを制御する必要が出てきた。
そこで、朝廷の動きをいち早く掴める白河南の六波羅にあった旧平清盛邸の跡地を拠点にし、北条泰時・北条時房の2人が六波羅の北と南に駐留して、西国の御家人の監視と再編成および承久の乱の戦後処理を含めた朝廷の監視を行った。これが六波羅探題の始まりである。ここにおいて重要なのは設置当初、幕府も六波羅探題自身も京都の治安維持は検非違使の役目であって、自らの権限の外であると考えていたことである。
ところが、承久の乱の戦後処理の一環として朝廷の軍事力を支える存在であった京都周辺の軍事貴族を解体した結果、彼らを主たる供給源としていた検非違使や北面武士の軍事力が大幅に低下して、京都の治安が急速に悪化した。これに対して、天福元年（1233年）8月15日に出された鎌倉幕府の追加法63条では関白九条教実と探題北条重時の間で行われた協議を反映して、洛中の強盗・殺害人については六波羅探題も検非違使庁と共に沙汰を行うこととする一方、文暦2年（1235年）7月23日に出された追加法85条では、武士が関与しない洛中の刃傷・殺害については検非違使の沙汰であるとし、京都の警固について基本的には朝廷および検非違使の責任であるという原則を示した。裏返せば武士が関与する洛中の刃傷・殺害については、六波羅探題の沙汰であると解することもできる。
しかし、朝廷の軍事力解体とその一翼を担う検非違使の強化によって京都の治安維持に当たらせるという幕府の2方針は矛盾するもので、現実的ではなかった。さらに嘉禎4年（1238年）2月26日、上洛した征夷大将軍・九条頼経が検非違使別当に任ぜられ（3月7日辞任）、6月にはそれを受ける形で篝屋が設置され、六波羅探題が管理を任されると、同機関が京都警固の責任を負うことは不可避となった。
探題は執権・連署に次ぐ重職とみなされ、伝統的に北条氏から北方・南方の各1名が選ばれて政務に当たった。探題には北条氏一族でも将来有望な若い人材が選ばれることが多く、鎌倉に帰還後には執権・連署にまで昇進する者が多くいた。また、その下には引付頭人、評定衆、引付衆、奉行人などの鎌倉の組織に準じた下部組織も置かれた。なお、六波羅探題の北方と南方では前者が上席のポストで（執権探題）、得宗家や極楽寺流など、北条氏でも家格の高い者が北方を務めた。南方から北方への転任例もある（逆は皆無）ほか、南方においては欠員となっている時期もあった。ただし鎌倉時代末期には北条宗宣や北条貞顕のように、南方で執権探題となった者もいる。また、得宗家に反抗的だった名越流は京都で反乱を起こすことを警戒されたためか、1人も探題を出していない。
六波羅探題は朝廷ではなく幕府の直接指揮下にあり、西国で起きた地頭と国司などの紛争処理、京都周辺の治安維持、朝廷の監視、皇位決定の取り次ぎなどを行った。文永の役翌年の建治元年（1275年）には、六波羅探題の機能はさらに強化され、御家人処罰の権限と裁判制度が充実された。朝廷も六波羅探題に対して京都周辺の治安維持のみならず、寺社間の紛争解決、悪党鎮圧や所領訴訟に関する判決執行のための検断権行使を期待するようになり、幕府が朝廷との協力の下に諸問題を解決する方針を取っていた以上、六波羅探題もこの流れを拒否することはできなかった。
一方で権限に伴う実際の強制力は十分とは言えない面もあった。時には有力寺社への処分を行った担当官吏が、当時力をつけていた僧兵の圧力により、流刑などの処分を受ける事態も起きている。例として寛喜元年（1229年）、不法を働いていた延暦寺傘下の日吉社の神人が、探題北方北条時氏の配下三善為清の制止命令を無視し、為清の部下に斬られた件がある。これについて延暦寺が幕府に抗議し、六波羅探題は為清主従に過失がなかった証拠を提示したが、結局幕府は延暦寺との対立を避け、為清を流刑に処した。
また、幕府から直接派遣された特使（東使）が朝廷との直接交渉や、探題への指揮権限を与えられた事例もあり、その権限は常に幕府中枢によって掣肘を加えられていたと言って良い。評定衆をはじめとした探題府職員の人事権や、職員の官位・官職への推挙権は幕府中枢に握られており、訴訟においても六波羅探題は審理のみを行い、判決はあくまでも幕府中枢で下された。そのため、その内部事情を良く知る者の中には、六波羅への赴任を嫌う者もいたと言われる。

### 変容
1290年代に入ると、朝廷およびその最高意思決定者である治天の君は、本所一円地において本所が対立する荘官や在地領主を悪党として朝廷に提訴する悪党鎮圧や、朝廷において審理された所領訴訟である雑訴沙汰において、警察力・軍事力が弱体化し、判決を執行する能力を欠くようになった。そこで朝廷はこれらの判決の執行に際し、幕府に検断権の行使を要請する勅命を出すようになった。この違勅綸旨（または違勅院宣）を実際に受理・執行したのが、朝廷のお膝元にあった六波羅探題だった。六波羅探題は御家人2名を両使に任じ、場合によっては現地で警察力・軍事力を行使し、判決の執行を行った。被告側が抵抗すれば、悪党として鎮圧・討伐の対象となった。
幕府に属する御家人が討伐対象となった場合、幕府側で出来たことは執行を先延ばしにし、勅命に従う形で和与を結ぶよう説得することくらいだった。それでも御家人は幕府の保護を受けられる身分だったため、問答無用の執行を受けず、猶予が与えられる恩恵はあった。ところが当時は両統迭立期で、天皇と治天を出す皇統が替わると、同一の事件に対して別の皇統の時期に出された判決が覆されることもあった。このため現地当事者の不満と抵抗は、判決を執行した六波羅探題、およびその後ろにある鎌倉幕府に向けられ、悪党活動の活発化・長期化、ひいては後の討幕運動への参加にまで結びついていった。

### 滅亡
元徳3年（1331年）、後醍醐天皇の皇子・護良親王が挙兵。これに呼応した楠木正成の軍が芥川付近まで侵出したが、元弘2年/正慶元年（1332年）12月、六波羅探題は宇都宮公綱と赤松則村を派遣し、忍頂寺付近にまで退けた。元弘3年/正慶2年（1333年）になると楠木軍と六波羅軍は摂津で対峙。摂津国渡辺付近の戦いで楠木軍が勝利を収める。敗戦を知った六波羅は、宇都宮公綱の数百の軍勢を急派。楠木軍側の損害も大きく南河内まで退却し、宇都宮勢も野伏の出没に苦しめられて退却した。
同年1月、楠木軍と六波羅軍の戦いの最中、赤松則村が幕府に反旗を翻し、播磨国で挙兵した。六波羅は赤松軍を討つため、佐々木時信らの軍を派遣したが、摩耶城で大敗を喫し京都に敗走。さらに瀬川合戦でも赤松軍が勝利を収め、東上した。5月には丹波に向け進軍していた幕府方の足利高氏が、後醍醐天皇方につく決意を固め、京都に戻り六波羅を攻撃した。5月7日、南北の両探題は六波羅を脱出し、六波羅探題は陥落した。北条仲時、北条時益の両探題は後伏見上皇、花園上皇、光厳天皇を奉じて逃走したが、まず南方時益が討死し、その後北方仲時らも近江の番場で自害し、六波羅探題は滅亡した。
六波羅探題の跡地には京都市立開睛小中学校が建つのみで、近隣の六波羅蜜寺が辛うじて往時の面影をその名に残している。

## 六波羅御所
六波羅探題の北に存在した檜皮葺の邸宅。板屋葺の探題よりも一段格上の建物で鎌倉殿（征夷大将軍）の本邸。征夷大将軍に補任されたものは、一度この本邸に入った後関東に下向するのが慣例であった。「武家」の語源。
朝廷にとって征夷大将軍とは、京都に住む摂関家や王家出身のものが一時的に征夷大将軍に補任され、京都から東夷（東国）征伐のために関東に下向する存在であった。

## 六波羅探題一覧
◎は執権探題。

### 六波羅探題北方
1. 北条泰時（得宗家） 1221年6月 - 1224年6月 ◎ 後に執権。
2. 北条時氏（得宗家） 1225年6月 - 1230年3月 ◎
3. 北条重時（得宗家〈極楽寺流祖〉） 1230年3月 - 1247年7月 ◎ 後に連署。
4. 北条長時（極楽寺流〈赤橋流祖〉） 1247年7月 - 1256年3月 ◎ 後に執権。
5. 北条時茂（極楽寺流〈常盤流祖〉） 1256年 - 1270年1月 ◎ 在任中に死去。
6. 北条義宗（赤橋流） 1271年11月 - 1276年12月 ◎
7. 北条時村（政村流） 1277年12月 - 1287年8月 ◎ 後に連署。
8. 北条兼時（得宗家宗頼流） 1287年9月 - 1293年1月 南方より。 ◎
9. 北条久時（赤橋流） 1293年4月 - 1297年6月 ◎
10. 北条宗方（得宗家宗頼流）1297年7月 - 1300年11月
11. 北条基時（普恩寺流）1301年6月 - 1303年10月 ◎ 後に執権。
12. 北条時範（常盤流）1303年12月 - 1307年8月 在任中に死去。
13. 北条貞顕（金沢流） 1308年12月 - 1309年1月頃 南方より。
14. 北条貞顕（金沢流） 1310年7月 - 1314年10月 ◎ 後に連署・執権。
15. 北条時敦（政村流） 1315年6月 - 1320年5月 南方より。◎（1315年6月 - 9月） 在任中に死去。
16. 北条範貞（常盤流）1321年12月 - 1330年12月 ◎（1324年8月 - 11月、1330年閏6月 - 8月）
17. 北条仲時（普恩寺流） 1330年12月 - 1333年5月 ◎ 滅亡。

### 六波羅探題南方
1. 北条時房（北条氏〈時房流祖〉） 1221年6月 - 1225年6月 ◎（1224年6月 - 1225年6月） 後に連署。
2. 北条時盛（時房流〈佐介流祖〉） 1226年1月頃 - 1242年5月
3. 北条時輔（得宗家） 1264年11月 - 1272年2月 ◎（1270年1月 - 1271年11月） 二月騒動で北方の北条義宗に討たれる。
4. 北条時国（佐介流） 1277年12月 - 1284年6月 罷免され、常陸国へ配流の後に討たれる。
5. 北条兼時（得宗家宗頼流） 1284年12月 - 1287年8月 北方へ。
6. 北条盛房（佐介流） 1288年2月 - 1297年5月
7. 北条宗宣（大仏流） 1297年7月 - 1302年1月 ◎（1297年7月 - 1301年6月） 後に連署・執権。
8. 北条貞顕（金沢流） 1302年7月 - 1308年12月 ◎（1303年10月 - 1308年12月） 北方へ。
9. 北条貞房（大仏流） 1308年12月 - 1309年12月頃 ◎（1309年1月頃 - 12月頃） 在任中に死去。
10. 北条時敦（政村流） 1310年8月 - 1315年6月 ◎（1314年10月 - 1315年6月） 北方へ。
11. 北条維貞（大仏流） 1315年9月 - 1324年8月 ◎ 後に連署。
12. 北条貞将（金沢流） 1324年11月 - 1330年閏6月 ◎
13. 北条時益（政村流） 1330年8月 - 1333年5月 滅亡。

『太平記』は、幕府滅亡時の鎌倉での東勝寺合戦に際し、北条貞将がそれまでの忠義を賞されて、北条高時から六波羅の両探題職に任ぜられたとしている。ただし『太平記』には「両探題職」としか記されておらず、貞将が任じられた「探題職」は北条守時の討死で空席となった執権だとする説がある。